# El Bruc
|  | Aquest article tracta sobre la població del Bruc. Vegeu-ne altres significats a «Bruc (desambiguació)». |

El Bruc és un municipi de la comarca de l'Anoia i de la comarca natural del Montserratí.

## Geografia
- Llista de topònims del Bruc (Orografia: muntanyes, serres, collades, indrets..; hidrografia: rius, fonts...; edificis: cases, masies, esglésies, etc).

## Demografia
| Entitat de població    | Habitants (2023) |
| el Bruc                | 1.246            |
| Montserrat Parc        | 689              |
| el Bruc Residencial    | 246              |
| Sant Pau de la Guàrdia | 87               |
| Font: Idescat          |                  |

| 1497 f | 1515 f | 1553 f | 1717 | 1787 | 1857  | 1877  | 1887  | 1900  | 1910  |
| ------ | ------ | ------ | ---- | ---- | ----- | ----- | ----- | ----- | ----- |
| 19     | -      | 22     | 204  | 231  | 1.500 | 1.415 | 1.630 | 1.186 | 1.239 |

| 1920  | 1930  | 1940 | 1950 | 1960 | 1970 | 1981 | 1990 | 1992 | 1994 |
| ----- | ----- | ---- | ---- | ---- | ---- | ---- | ---- | ---- | ---- |
| 1.121 | 1.053 | 757  | 798  | 870  | 774  | 656  | 731  | 785  | 785  |

| 1996 | 1998 | 2000  | 2002  | 2004  | 2006  | 2008  | 2010  | 2012  | 2014  |
| ---- | ---- | ----- | ----- | ----- | ----- | ----- | ----- | ----- | ----- |
| 876  | 928  | 1.029 | 1.302 | 1.454 | 1.655 | 1.841 | 1.956 | 2.029 | 1.991 |

| 2016  | 2018  | 2020  | 2022  | 2024  | 2026 | 2028 | 2030 | 2032 | 2034 |
| ----- | ----- | ----- | ----- | ----- | ---- | ---- | ---- | ---- | ---- |
| 2.014 | 2.027 | 2.110 | 2.218 | 2.288 | -    | -    | -    | -    | -    |

El 1717 incorpora la Guàrdia del Bruc (abans la Guàrdia de Montserrat), i el 1857, la Guàrdia.

## Llocs d'interès
- Museu de la Muntanya de Montserrat del Bruc[1]
- Les Agulles (Muntanya de Montserrat). Localització del topònim al terme municipal del Bruc